# Sarajewo Wschodnie
Sarajewo Wschodnie (cyr. Источно Сарајево) – dawna wschodnia część Sarajewa, leżąca w Bośni i Hercegowinie, w Republice Serbskiej. Jej obszar podzielony jest pomiędzy gminy: Istočna Ilidža, Istočni Stari Grad i Istočno Novo Sarajevo.

## Części Sarajewa Wschodniego
- Ilidža (Илиџа) – 10 705 mieszkańców[2]
- Novi Grad (Нови Град) – 3536 mieszkańców[2]
- Stari Grad (Стари Град) – 39 mieszkańców[2]

## Geografia

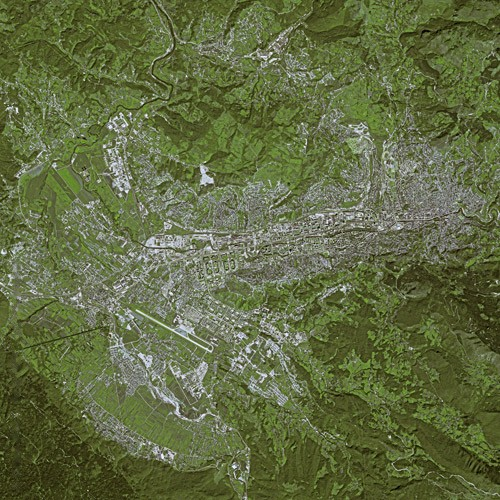
Sarajewo i Sarajewo Wschodnie na zdjęciu satelitarnym

Sarajewo Wschodnie leży w centralnym punkcie Bośni i Hercegowiny. Zajmuje powierzchnię 1450 km². Przepływa przez nie rzeka Miljacka. Miasto położone jest na wysokości 500 m n.p.m., w kotlinie pomiędzy pięcioma górami pasma Alp Dynarskich: Bjelašnica (2067 m), Igman (1502 m), Jahorina (1913 m), Trebević (1627 m) i Treskavica (2088 m). Duża część miasta położona jest na stromych stokach, co wpływa na zabudowę i układ ulic. W okolicznych górach (Bjelašnica, Igman, Jahorina) czynne są ośrodki narciarskie.

## Historia
Początkowo wschodnią część Sarajewa Serbowie nazwali Srpsko Sarajevo, jednak sąd konstytucyjny Bośni i Hercegowiny anulował tę nazwę, co wymusiło przyjęcie nowej, obecnie używanej.

## Gospodarka
Sarajewo Wschodnie jest administracyjnym, przemysłowym, kapitałowym, finansowym i kulturalnym centrum Republiki Serbskiej.